# جیک ابرتز
جیک اِبرتز (انگلیسی: Jake Eberts؛ ‏ ۱۰ ژوئیهٔ ۱۹۴۱ – ۶ سپتامبر ۲۰۱۲) تهیه‌کننده فیلم اهل کانادا بود.
از فیلم‌ها یا مجموعه‌های تلویزیونی که وی در آن‌ها نقش داشته‌است، می‌توان به ارابه‌های آتش، رقصنده با گرگ‌ها، گاندی و فرار مرغی اشاره نمود.